# Краусс, Алексис
Алексис Краусс (англ. Alexis Krauss, кон. XIX — нач. XX в.) — английский историк, исследователь Казахстана. Труд Краусса «Россия в Азии» посвящён исследованию сущности колониальной политики Российской империи в странах Востока, в том числе в Казахстане и Центральной Азии. Краусс приводит этнографические материалы о природно-климатических условиях Казахстана, численности его населения, географической характеристике городов Казахстана, о трёх казахских жузах, традициях, обычаях и хозяйстве казахов.